# Warnstorfia austrostraminea
Warnstorfia austrostraminea là một loài Rêu trong họ Amblystegiaceae. Loài này được (Müll. Hal.) Ochyra miêu tả khoa học đầu tiên năm 1996.